# Parc national de Chiquibul
Le parc national de Chiquibul, en anglais : Chiquibul National Park, se trouve dans les Monts Maya du Belize. Il est le plus grand parc national du pays avec une superficie de 1 157 km2. Situé dans le district de Cayo, le parc englobe le site archéologique de Caracol, et la réserve forestière de Chiquibul est adjacente au parc.

## Création du parc
Le parc national de Chiquibul faisait à l'origine partie de la réserve forestière de Chiquibul, créée en 1956. En 1991, à la suite de pressions exercées par les défenseurs de l'environnement, les trois quarts de la surface de la réserve forestière qui n'avaient pas de concessions forestières actives, sont reclassées comme parc national en vertu de la loi sur le système des parcs nationaux du Belize. Le périmètre du parc est redéfini en 1995. La réserve archéologique de Caracol est enclavée dans le parc. Avec sa surface de 1 157 km2, il est le plus grand parc national du pays.

## Géologie et géographie
Le parc se trouve à l'ouest des monts Maya, et sa limite occidentale se trouve le long de la frontière du Belize avec le Guatemala. Les paysages du parc comprennent le sud du plateau de Vaca et les pentes orientales des monts Maya. Doyle's Delight, le point culminant du Belize, se trouve dans le parc. Le parc est situé sur une couche de strates calcaires, la plus grande zone de karst protégée du Belize. Il comprend des parties du réseau de grottes de Chiquibul, le plus long réseau de grottes connu en Amérique centrale, composé de cavités reliées entre elles par des cours d'eau, dont la rivière Chiquibul. La rivière traverse le Belize, s'enfonce dans le réseau de grottes et refait surface au Guatemala. Le réseau de grottes comprend les plus grands passages souterrains connus et les plus grandes chambres souterraines découvertes dans l'hémisphère ouest.

## Flore et faune
La forêt est restée pratiquement intacte depuis que les Mayas l'ont quitté il y a des siècles. Le parc possède une grande biodiversité. Parmi les espèces présentes dans le parc, on trouve des motmots à bec caréné, des kinkajous, des jaguars, des jaguarondis, des sarcoramphes roi, des margays, des ocelots, des dindons ocellés, des singes-araignées de Geoffroy (Ateles geoffroyi vellerosus) et des tapirs de Baird. On y trouve la plus grande population reproductrice d'aras rouges du Belize. De nouvelles espèces d'insectes et de crustacés y ont été découvertes. Sa diversité biologique n'a pas encore été entièrement explorée. En 1993, un botaniste du Jardin botanique du Missouri a recueilli plus de 130 espèces de plantes qui n'avaient jamais été signalées au Belize. Trois de ces espèces étaient nouvelles pour l'Amérique centrale.

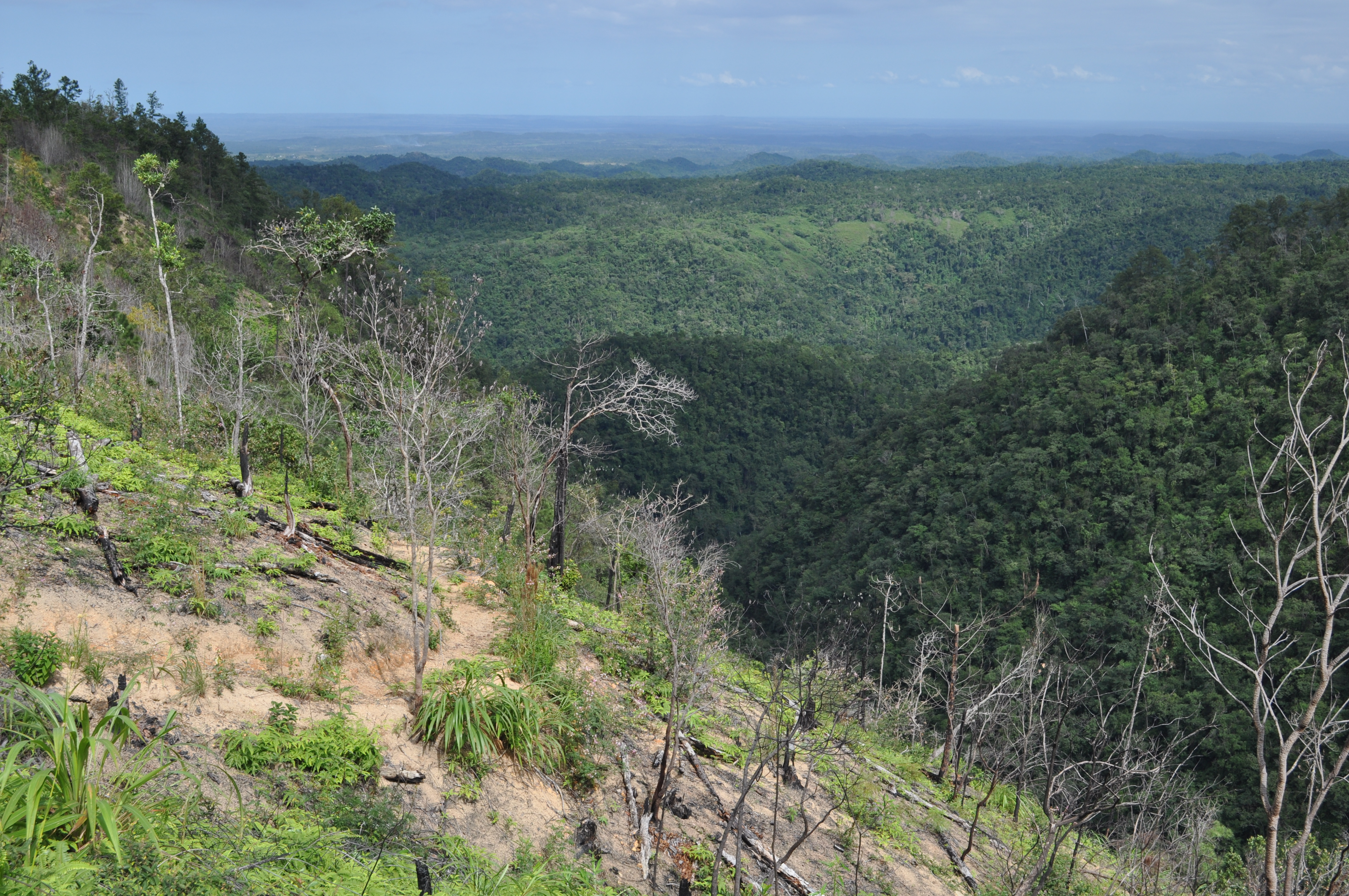
Monts Maya.
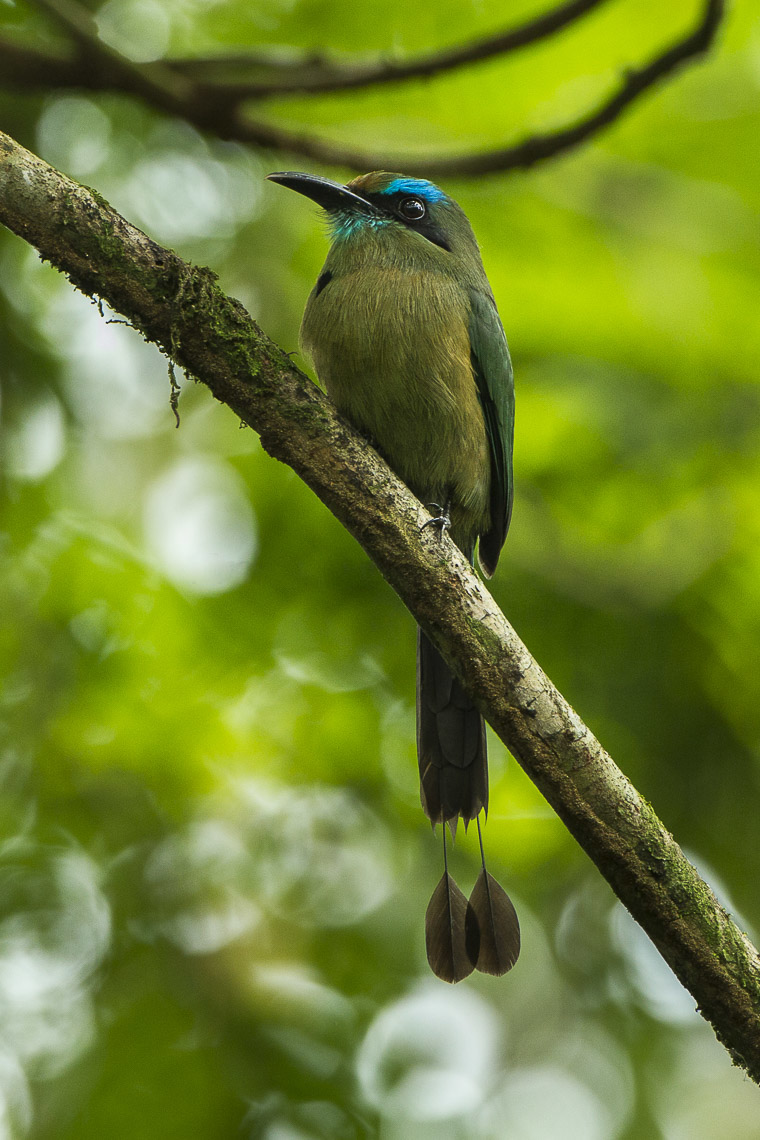
Motmot à bec caréné.
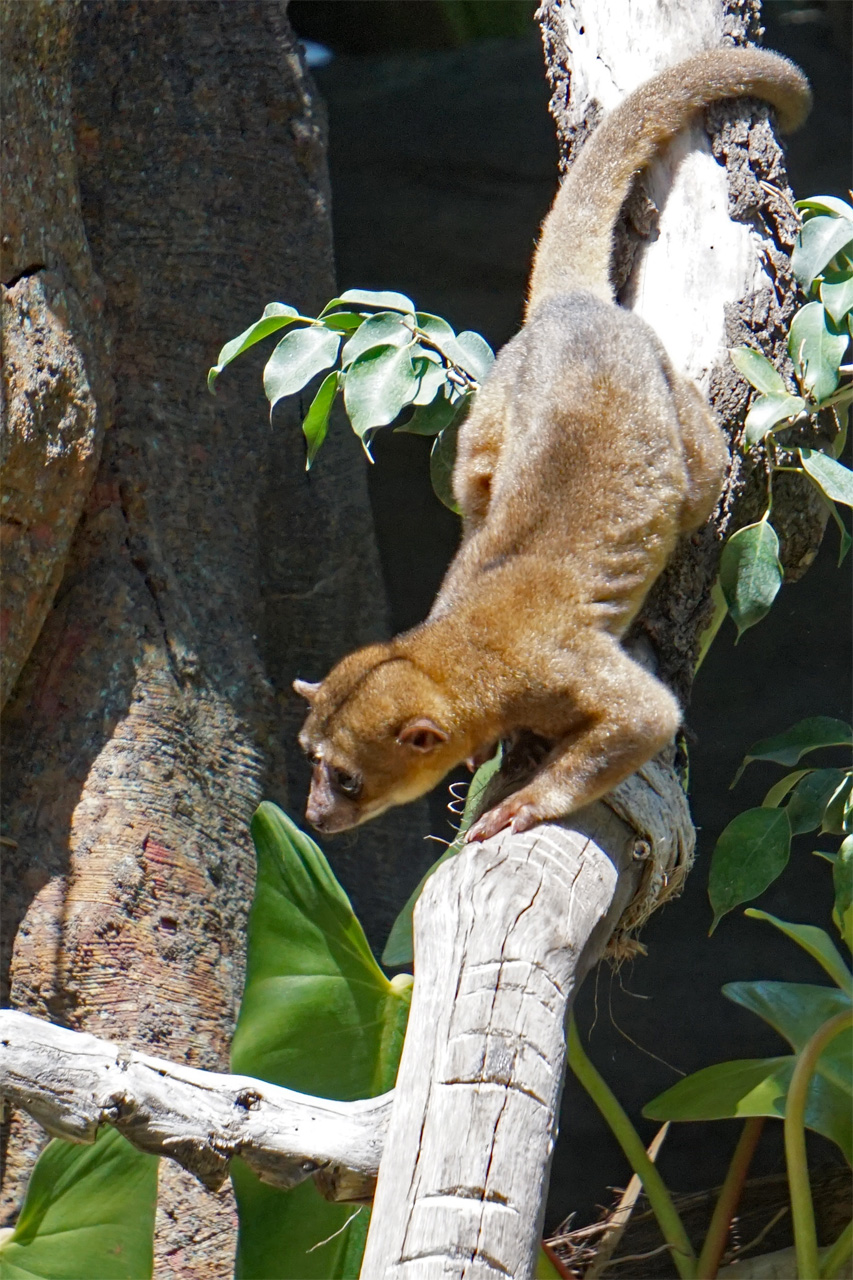
Kinkajou.
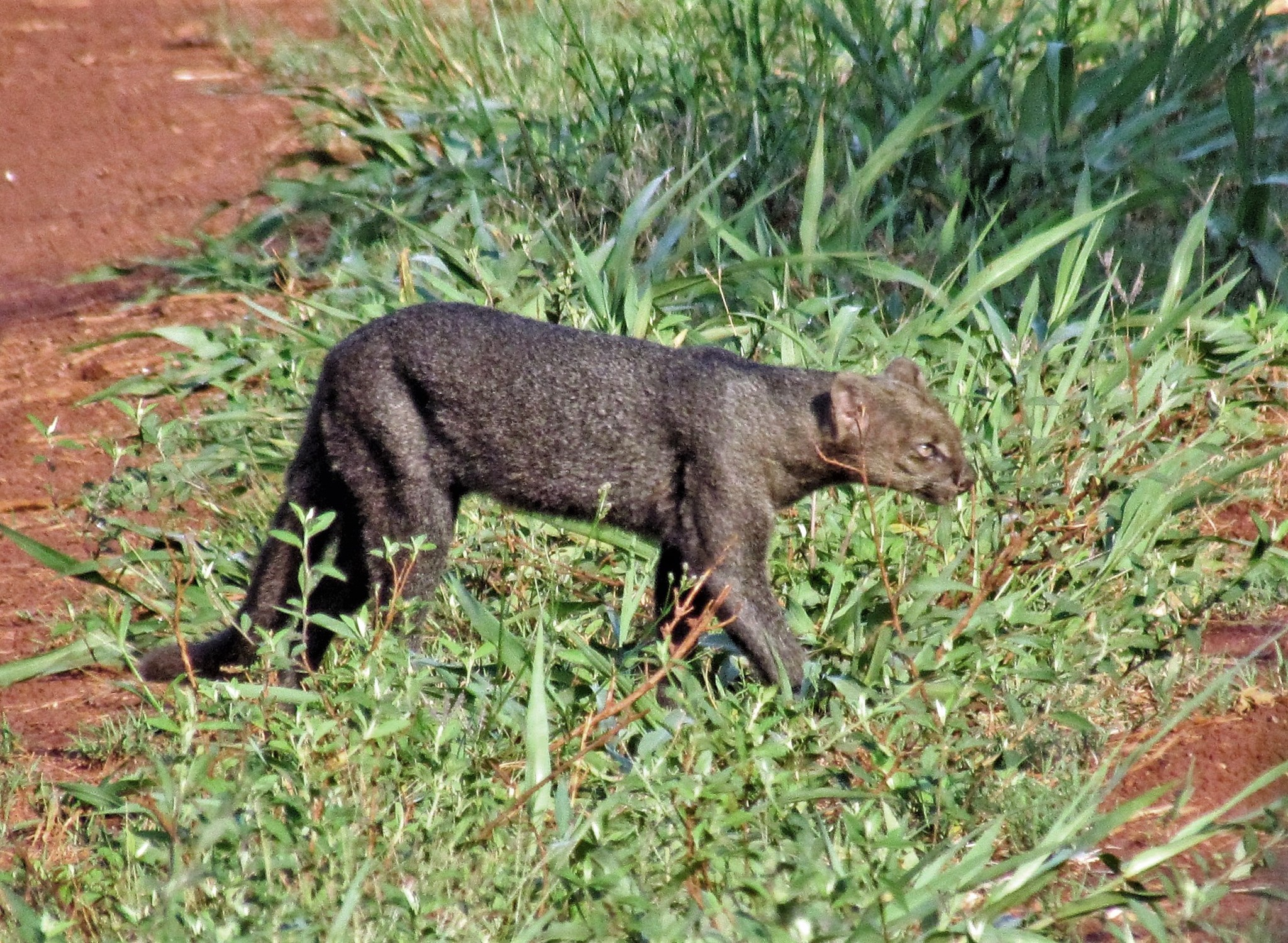
Jaguarondi.
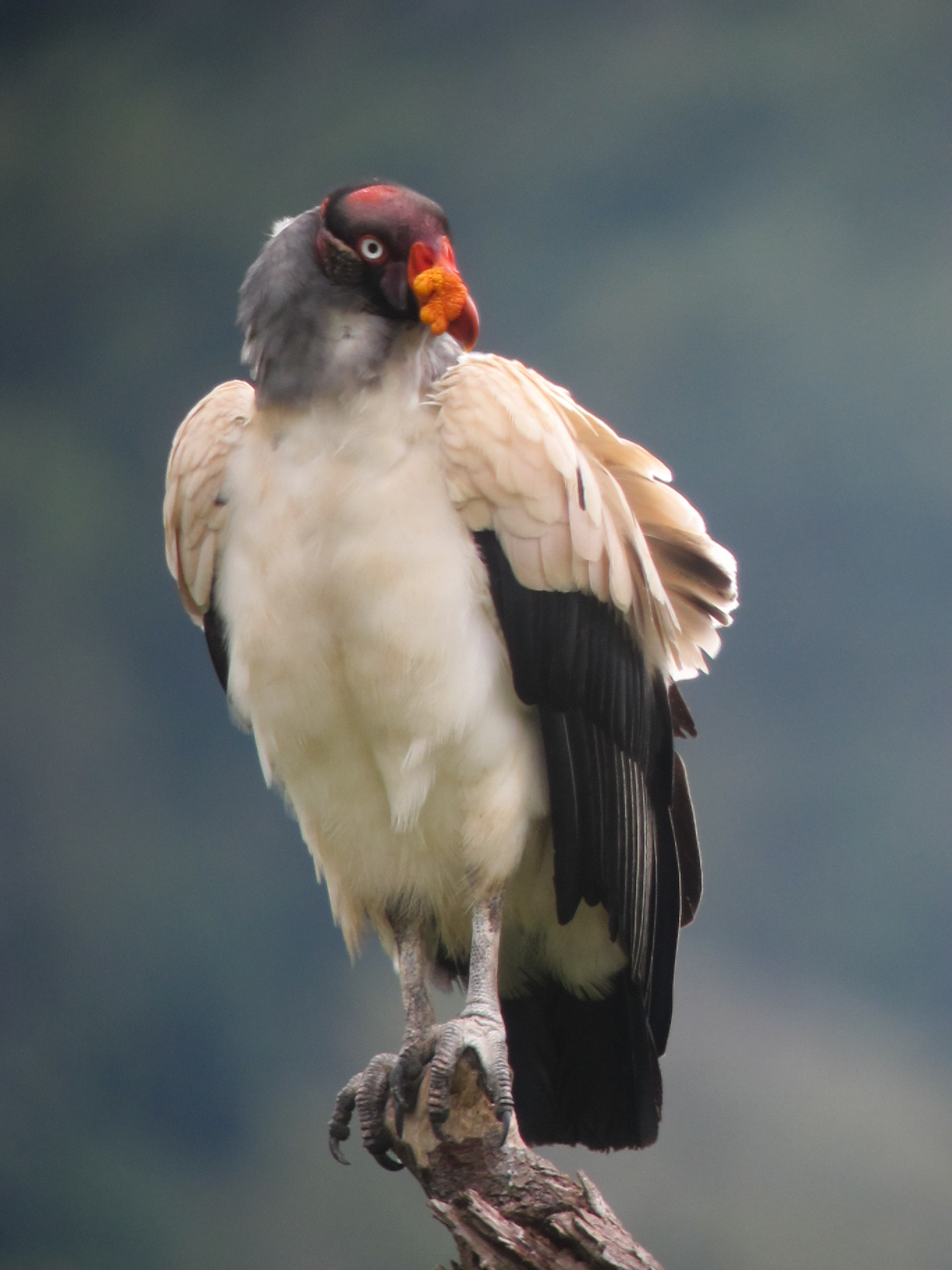
Sarcoramphe roi.
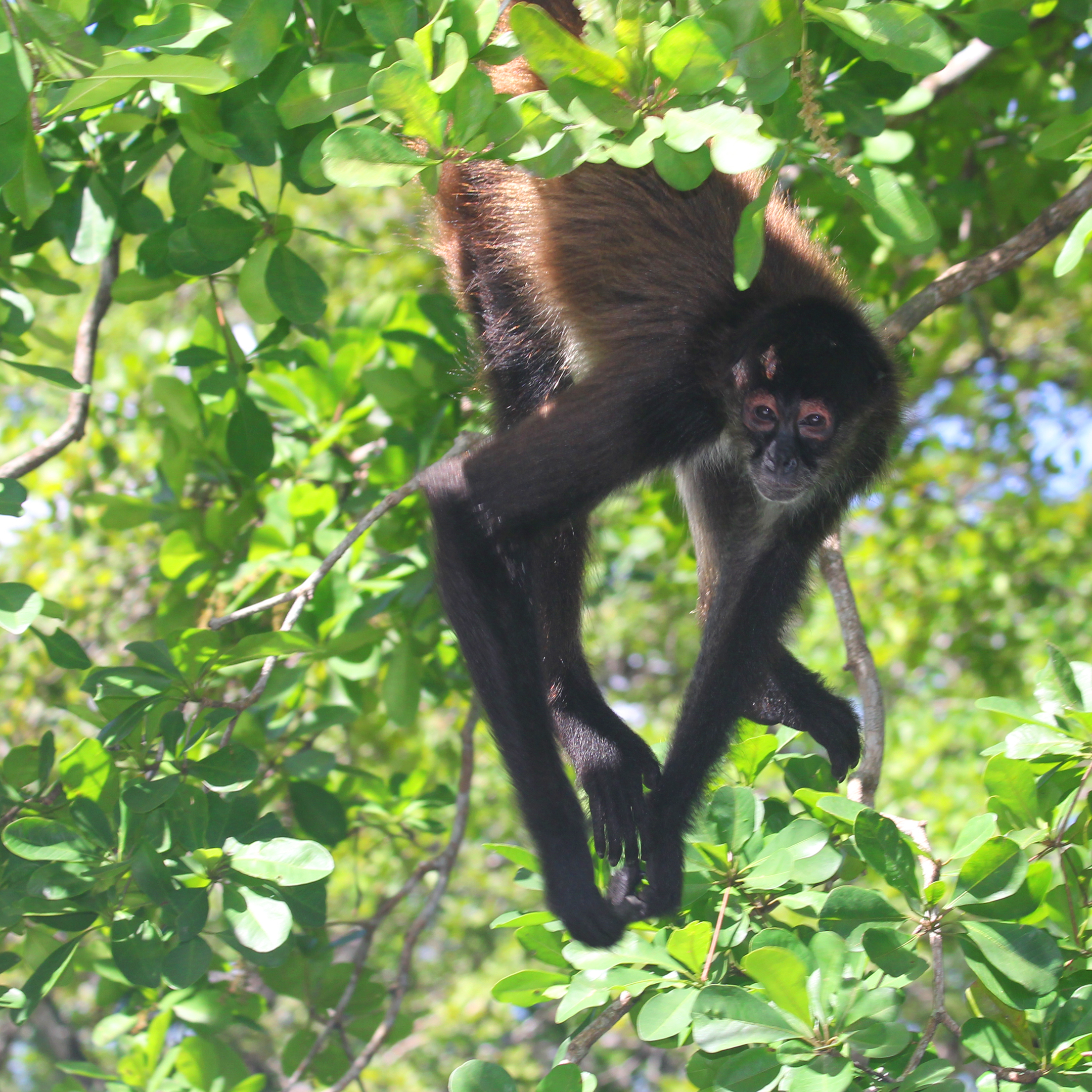
Singe-araignée de Geoffroy.